# رائول ویسنته آماریلا
رائول ویسنته آماریلا (انگلیسی: Raúl Vicente Amarilla؛ زادهٔ ۱۹ ژوئیهٔ ۱۹۶۰) بازیکن فوتبال اهل پاراگوئه است.
از باشگاه‌هایی که در آن بازی کرده‌است می‌توان به باشگاه فوتبال بارسلونا، باشگاه فوتبال رئال ساراگوسا، باشگاه فوتبال راسینگ سانتاندر، باشگاه فوتبال آمریکا، و باشگاه فوتبال یوکوهاما مارینوس اشاره کرد.
وی همچنین در تیم ملی فوتبال زیر ۲۱ سال اسپانیا بازی کرده‌است.